# Непокретна културна добра у оквиру НП Ђердап и заштитне зоне
Следи списак непокретних културних добара у оквиру НП Ђердап:
| Назив                                          | Место          | Општина   |
| ---------------------------------------------- | -------------- | --------- |
| Споменици културе од изузетног значаја         |                |           |
| Голубачки град                                 | Голубац        | Голубац   |
| Део Римског лимеса, Трајанова табла и део пута | Костол         | Кладово   |
| Споменици културе од великог значаја           |                |           |
| Фетислам                                       | Кладово        | Кладово   |
| Стара топионица                                | Мајданпек      | Мајданпек |
| Споменици културе                              |                |           |
| Црква Светог Николе                            | Голубац        | Голубац   |
| Зграда у ул. Голубачки трг 3                   | Голубац        | Голубац   |
| Зграда у ул. Цара Лазара 2                     | Голубац        | Голубац   |
| Сигнална станица Пена                          | Текија         | Кладово   |
| Археолошка налазишта од изузетног значаја      |                |           |
| Лепенски Вир                                   | Бољетин        | Мајданпек |
| Рудна Глава                                    | Рудна Глава    | Мајданпек |
| Понтес                                         | Костол         | Кладово   |
| Караташ                                        | Сип            | Кладово   |
| Краку лу Јордан                                | Бродица        | Кучево    |
| Археолошка налазишта                           |                |           |
| Брњица                                         | Голубац        | Голубац   |
| Ливадице                                       | Голубац        | Голубац   |
| Мала Орлова                                    | Голубац        | Голубац   |
| Локалитет Босманска река                       | Добра          | Голубац   |
| Госпођин вир-Манастир                          | Добра          | Голубац   |
| Салдум                                         | Добра          | Голубац   |
| Турски поток                                   | Добра          | Голубац   |
| Чезава                                         | Добра          | Голубац   |
| Хајдучка воденица                              |                | Кладово   |
| Голо брдо                                      |                | Кладово   |
| Трансдијерна                                   | Текија         | Кладово   |
| Каструм                                        | Сип            | Кладово   |
| Пецка Бара                                     |                | Кладово   |
| Мало Голубиње                                  | Голубиње       | Кладово   |
| Велико Голубиње                                | Голубиње       | Кладово   |
| Равна                                          | Бољетин        | Мајданпек |
| Велики Градац и Бања                           | Доњи Милановац | Мајданпек |
| Мале Ливадице                                  | Бољетин        | Мајданпек |
| Велике Ливадице                                | Бољетин        | Мајданпек |
| Рибница                                        | Доњи Милановац | Мајданпек |
| Локалитет Циганија                             | Доњи Милановац | Мајданпек |
| Ушће бољетинске реке                           | Бољетин        | Мајданпек |
| Остаци фортификације Кастел                    | Мироч          | Мајданпек |
| Просторна културно-историјска целина           |                |           |
| Улица краља Александра                         | Кладово        | Кладово   |